# Serge Creuz
Serge Creuz pseudoniem van Victor Auguste Creuz (Sint-Jans-Molenbeek, 4 mei 1924 - Linkebeek, 16 januari 1996) was een Belgisch schilder, tekenaar, scenograaf, journalist, schrijver, stichter van het Maison du Spectacle - La Bellone in Brussel. Samen met onder andere George Grard en Paul Delvaux maakte hij deel uit van de School van Sint-Idesbald.
- Bibsys: 90250744
- Bibliothèque nationale de France: cb126940140 (data)
- CiNii: DA05133861
- Gemeinsame Normdatei: 1190115557
- International Standard Name Identifier: 0000 0001 1467 9139
- Library of Congress Control Number: n88646177
- Nationale Bibliotheek van Tsjechië: jn19990001543
- Nationale Bibliotheek van Israël: 987007447476505171
- Nederlandse Thesaurus van Auteursnamen: 069210144
- RKD-Nederlands Instituut voor Kunstgeschiedenis: 19104
- Système universitaire de documentation: 028599853
- Union List of Artist Names: 500133012
- Virtual International Authority File: 12429792
- WorldCat: E39PBJqQB9GFFVcFmhPHqvjQv3